# Eugene H. Trinh
Eugene Huu-Chau Trinh, detto Gene (Saigon, 14 settembre 1950), è un ex astronauta e biochimico vietnamita naturalizzato statunitense.
Nel 1992 ha preso parte alla missione STS-50 a bordo dello Space Shuttle Columbia come specialista di carico.